# Ngawa
Ngawa, plným názvem Tibetský a čchiangský autonomní kraj Ngawa (tibetsky རྔ་བ་བོད་རིགས་ཆའང་རིགས་རང་སྐྱོང་ཁུལ་, Wylie: rnga ba bod rigs cha'ang rigs rang skyong khul; čínsky znaky 阿坝藏族羌族自治州, známá taky jako Ngaba) je autonomní kraj v provincii S’-čchuan v Čínské lidové republice. Má rozlohu 78 730 km² a jeho hlavní město je Barkham (འབར་ཁམས་) ležící ve stejnojmenném okrese.

## Historie
Ngawa spadá do historického tibetského regionu Amdo. Současný kraj Ngawa vznikl roku 1953 jako Tibetská autonomní oblast provincie S’-čchuan, v roce 1955 přejmenované na Tibetský autonomní kraj Ngawa. Od roku 1987 pak má současný název.
V roce 2008 se v kraji nacházelo epicentrum zemětřesení o síle 8,0 Richterovy stupnice.
Od roku 2009 (k 2015) se zde na protest proti čínské politice vůči Tibetu upálilo přes 50 osob, z toho více než 13 bylo mnichy v místním klášteře Kirti.

## Geografie
Kraj se nachází na severu provincie S’-čchuan, na severu sousedí s provincií Čching-chaj a Kan-su, západně s krajem Kardze, jižně s prefekturou Ja-an a městem Čcheng-tu a východně s prefekturami Te-jang a Mien-jang. Nadmořská výška kraje se pohybuje od 2500 do 4100 metrů. Kraj je lesnatý, žije zde množství divokých a chráněných živočichů, přes 24% kraje dnes tvoří chráněné oblasti.
V kraji se nachází známé krajinné oblasti Ťiou-čaj-kou, Chuang-lung a přírodní rezervace Wolong.

## Demografie
K roku 2020 v kraji žilo 822 587 obyvatel. V roce 2013 zde trvale žilo 919 987 obyvatel, z toho 57,3 % tvořili Tibeťané, 20,6 % Číňané, 18,6 % Čchiangové a 3,3 % Chuejové. 
Nejpoužívanějším jazykem je tibetština, především khamské dialekty. Ve východní části kraje se mluví gjälrongskými a čchiangskými jazyky, které jsou příbuzné s tibetštinou, ale liší se v několika ohledech (např. jsou polysyntetické). Rodilých mluvčí však poslední dobou ubývá.

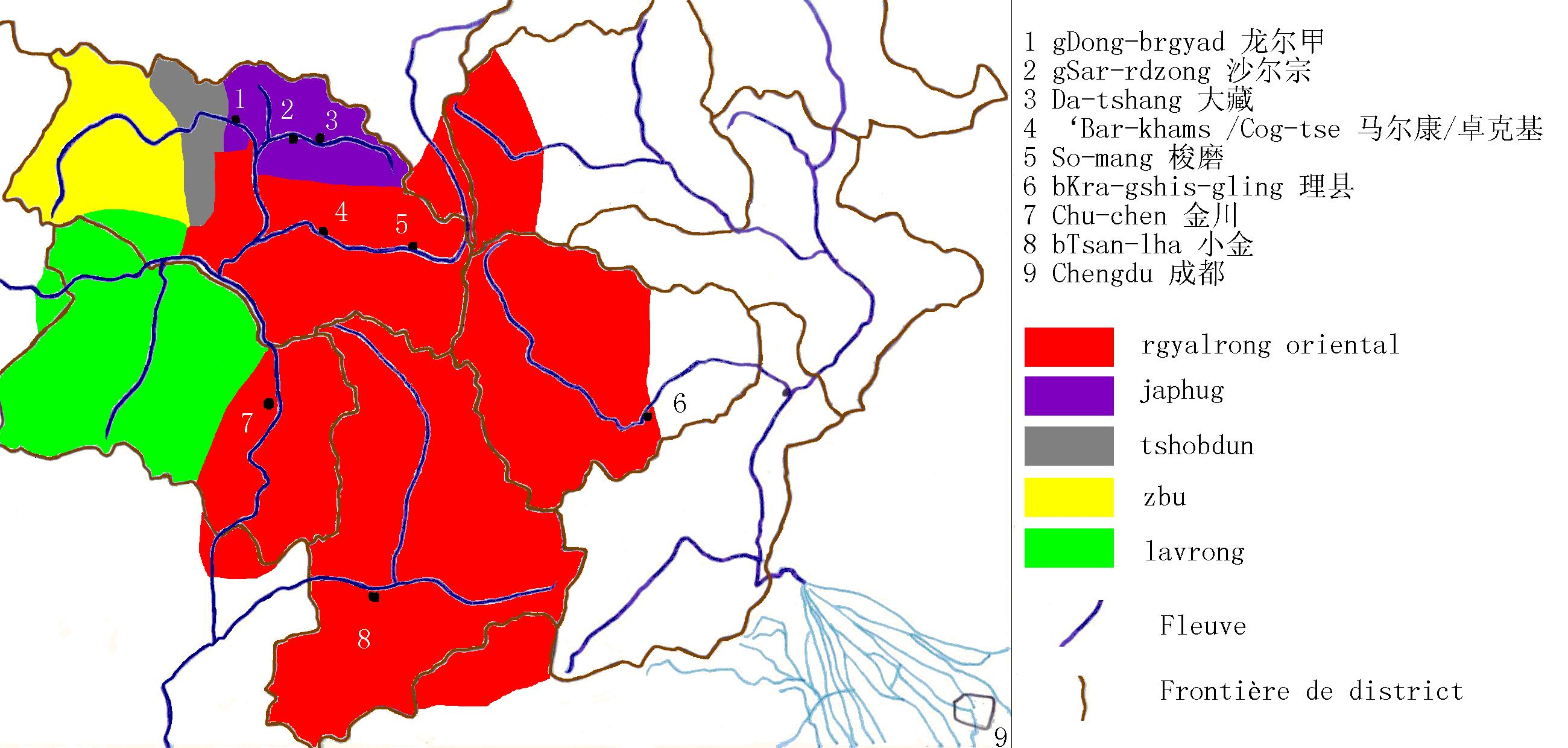
rozšíření gjälrongských dialektů na území Ngawy

## Doprava
V roce 2003 začalo operovat letiště Ťiou-čaj Chuang-lung (IATA: JZH, ICAO: ZUJZ) ležící v okrese Sung-pchan. Letiště bylo postaveno především za účelem posílení turistického ruchu v regionu, leží v blízkosti oblastí Chuang-lung a Ťiou-čaj-kou. V okrese Chung-jüan bylo v roce 2014 uvedeno do provozu letištěChung-jüan (IATA: AHJ, ICAO: ZUHY).
V roce 2008 započala výstavba nového úseku železnice z města Čcheng-tu do města Lan-čou vedoucí skrz turistickou oblast Ťiou-čaj-kou.

## Administrativní dělení
Kraj se skládá z jednoho městského okresu (Barkam) a 12 okresů.
| Mapa | #             | Název tibetsky               | Název tibetsky                          | Název tibetsky        | čchiangsky | Název čínsky               | Název čínsky | Obyvatelstvo (2020) | Rozloha (km²) (2020) |
| Mapa | #             | český přepis                 | tibetské písmo                          | Wylieho transliterace | čchiangsky | čínské znaky               | český přepis | Obyvatelstvo (2020) | Rozloha (km²) (2020) |
| ---- | ------------- | ---------------------------- | --------------------------------------- | --------------------- | ---------- | -------------------------- | ------------ | ------------------- | -------------------- |
|      |               |                              |                                         |                       |            |                            |              |                     |                      |
| 1    | Barkam        | འབར་ཁམས་རྫོང་།                 | 'bar khams rdzong                       | Muerkvua              | 马尔康县   | městský okres Ma-er-kchang | 58 390       | 6 262               |                      |
| 2    |               | ལུང་དགུ་རྫོང་།                   | lung dgu rdzong                         |                       | 汶川县     | okres Wen-čchuan           | 82 971       | 3 589               |                      |
| 3    |               | ལིས་རྫོང་། / བཀྲ་ཤིས་གླིང་།         | lis rdzong / bkra shis gling            | pauɕuq                | 理县       | okres Li                   | 36 926       | 3 923               |                      |
| 4    | okres Mao     | མའོ་རྫོང་། / མའོ་ཝུན་ / རྟ་མང་རྫོང་། | ma'o rdzong /ma'o wun / rta mang rdzong | ʂqini                 | 茂县       | okres Mao                  | 95 361       | 3 722               |                      |
| 5    |               | ཟུང་ཆུ་རྫོང་།                    | zung chu rdzong                         |                       | 松潘县     | okres Sung-pchan           | 66 937       | 7 837               |                      |
| 6    |               | གཟི་རྩ་སྡེ་དགུ་རྫོང་།               | gzi rtsa sde dgu rdzong                 |                       | 九寨沟县   | okres Ťiou-čaj-kou         | 66 055       | 5 084               |                      |
| 7    |               | ཆུ་ཆེན་རྫོང་།                    | chu chen rdzong                         |                       | 金川县     | okres Ťin-čchuan           | 58 068       | 5 371               |                      |
| 8    |               | བཙན་ལྷ་རྫོང་།                   | btsan lha rdzong                        |                       | 小金县     | okres Siao-ťin             | 64 813       | 5 374               |                      |
| 9    |               | ཁྲོ་ཆུ་རྫོང་།                     | khro chu rdzong                         | khǝtʂǝp               | 黑水县     | okres Chej-šuej            | 44 564       | 3 990               |                      |
| 10   | okres Zamtang | འཛམ་ཐང་རྫོང་།                  | 'dzam thang rdzong                      |                       | 壤塘县     | okres Žang-tchang          | 44 679       | 6 637               |                      |
| 11   | okres Ngawa   | རྔ་བ་རྫོང་།                     | rnga ba rdzong                          |                       | 阿坝县     | okres A-pa                 | 80 467       | 10 120              |                      |
| 12   | okres Zöge    | མཛོད་དགེ་རྫོང་།                  | mdzod dge rdzong                        |                       | 若尔盖县   | okres Žuo-er-kaj           | 76 712       | 8 481               |                      |
| 13   |               | རྐ་ཁོག་རྫོང་། / ཁྱུང་མཆུ་རྫོང་།       | rka khog rdzong / khyung mchu rdzong    |                       | 红原县     | okres Chung-jüan           | 46 644       | 8 341               |                      |